# 1793
Năm 1793 (số La Mã: MDCCXCIII) là một năm thường bắt đầu vào thứ Ba trong lịch Gregory (hoặc một năm thường bắt đầu vào thứ Bảy của lịch Julius chậm hơn 11 ngày).

## Sinh
- 3 tháng 1 – Lucretia Mott, nhà hoạt động quyền phụ nữ Mỹ và chế độ nô lệ (mất 1880)
- 14 tháng 1 – John C. Clark, chính trị gia người Mỹ (mất 1852)
- 2 tháng 3 – Sam Houston, Tổng thống Cộng hòa Texas (mất 1863)
- 3 tháng 3 – William Charles Macready, Diễn viên người Anh (mất 1873)
- 4 tháng 3 – Karl Lachmann, nhà ngôn ngư học Đức (mất 1851)
- 6 tháng 3 – William Dick, người sáng lập Edinburgh College (mất 1866)
- 19 tháng 4 – Thiên hoàng Ferdinand I của Áo (mất 1875)
- 1 tháng 6 – Augustus Earle, nghệ sĩ (mất 1838)
- 6 tháng 6 – Edward C. Delevan, người Mỹ (mất 1871)
- 25 tháng 9 – Felicia Hemans, nhà thơ người Anh (mất 1835)
- 3 tháng 11 – Stephen F. Austin, người Mỹ (mất 1836)

## Mất
- 26 tháng 1 – Francesco Guardi, họa sĩ người Ý (sinh 1712)
- 21 tháng 1 – Vua Louis XVI của Pháp (thực hiện) (sinh 1754)
- 1 tháng 2 – William Wildman Shute Barrington, chính khách Anh (sinh 1717)
- 6 tháng 2 – Carlo Goldoni, nhà soạn kịch người Ý (sinh 1707)
- 2 tháng 3 – Carl Gustaf Pilo, nghệ sĩ Thụy Điển
- 4 tháng 3 – Jean Louis Marie de Bourbon, duc de Penthièvre, đô đốc người Pháp (sinh 1725)
- 20 tháng 3 – William Murray, 1 Earl của Mansfield, thẩm phán và chính trị gia người Scotland (sinh 1705)
- 26 tháng 3 – John Mudge, tiếng Anh bác sĩ, nhà phát minh (sinh 1721)
- 15 tháng 4 – Ignacije Szentmartony, Croatia truyền giáo Dòng Tên và Địa lý (sinh 1718)
- 29 tháng 4
  - Yechezkel Landau, người Ba Lan (sinh 1713)
  - John Michell, nhà khoa học Anh (sinh 1724)
- 3 tháng 5 – Martin Gerbert, nhà thần học và sử gia Đức (sinh 1720)
- 7 tháng 5 – Pietro Nardini, nhà soạn nhạc Ý (sinh 1722)
- 18 tháng 5 – Timur Shah Durrani, người cai trị của Đế quốc Durrani (sinh 1748)
- 20 tháng 5 – Charles Bonnet, nhà tự nhiên học Thụy Sĩ (sinh 1720)
- 16 tháng 10 âm lịch – Lê Chiêu Thống, vị vua cuối cùng nhà Hậu Lê của nước Đại Việt (tại Bắc Kinh, Trung Quốc) (sinh 1765)
- 17 tháng 7 – Charlotte Corday, kẻ ám sát Jean-Paul Marat (sinh 1768)
- 13 tháng 7 – Jean-Paul Marat, nhà chính trị người Pháp (sinh 1743)
- Vương hậu Maria Antonia, Vương hậu của vua Louis XVI (sinh 1755)
- Nguyễn Nhạc, vị hoàng đế sáng lập nhà Tây Sơn (sinh 1743)